# Авария CRJ-100 в Ереване
Авария CRJ100 в Ереване — авиационная авария, произошедшая 14 февраля 2008 года. Авиалайнер CRJ-100LR авиакомпании «Белавиа» выполнял регулярный пассажирский международный рейс BRU-1834 по маршруту Ереван — Минск, но при вылете из аэропорта Звартноц зацепил левым крылом ВПП, перевернулся, вылетел за её пределы и частично разрушился. Никто из находившихся на его борту 3 членов экипажа и 18 пассажиров не погиб, но 7 пассажиров получили ранения.

## Самолёт
Воздушное судно Canadair Regional Jet CRJ-100LR (CL-600-2B19), заводской номер 7316, выпущено 15 апреля 1999 года и на момент аварии имело 15 563 лётных часа и 14 352 цикла взлёт-посадка.

## Экипаж и пассажиры
На борту самолёта находились 3 члена экипажа и 18 пассажиров из трех стран:
- КВС — 50-летний Виктор Шишло.
- Второй пилот — 44-летний Александр Мухин.
- Стюардесса — 26-летняя Ольга Дрозд.

| Страна   | Количество |
| -------- | ---------- |
| Армения  | 10         |
| Россия   | 1          |
| Беларусь | 1          |
| Всего    | 12         |

## История полёта
13 февраля 2008 года авиалайнер с этим же экипажем совершил международный рейс BRU-1833 Минск-Ереван. Во время выполнения рейса отклонений и неисправностей в работе самолёта не обнаружено. После высадки пассажиров проведена плановая послеполётная проверка, самолёт заправлен 2200 литрами (1802 кг) топлива марки Jet A-1. Из-за прогнозируемого ухудшения погодных условий на основном запасном аэродроме Гомель командиром воздушного судна принято решение об увеличении заправки самолёта на 400 литров (328 кг). Общее количество топлива на борту, с учетом оставшегося в баках топливной системы после посадки (2700 кг), составило 4830 кг. Заправка самолёта производилась через заправочную горловину, расположенную на правом крыле.
В дальнейшем КВС и второй пилот провели визуальный и тактильный (ладонью) контроль состояния ВС, в результате которого установлено, что все поверхности чистые и сухие. На этом основании решено не производить обработку ВС противообледенительной жидкостью.
Пассажиры заняли места в пассажирском салоне, багаж загружен в багажное отделение, груз и почта отсутствовали.

## Обстоятельства аварии
После получения диспетчерского разрешения экипаж произвел запуск двигателей. Через 43 секунды после запуска двигателей включен обогрев воздухозаборников двигателей, противообледенительная система крыла не включалась.
При выполнении взлёта у самолёта возник прогрессирующий левый крен. В процессе развития крена левое крыло коснулось поверхности взлётно-посадочной полосы (ВПП), после чего воздушное судно выкатилось за пределы полосы на грунт, перевернулось через правое крыло, и в процессе неуправляемого движения пересекло ВПП, остановившись справа от неё. При перевороте через правое крыло произошло разрушение самолёта и вытекание топлива из баков. В результате возник наземный пожар, который потушен пожарными командами аэропорта.
Члены экипажа ранений не получили. После остановки ВС экипаж покинул самолёт через разлом в носовой части фюзеляжа и провёл эвакуацию пассажиров. В результате аварии 7 пассажиров получили травмы различной степени тяжести и были госпитализированы в Республиканскую клиническую больницу города Еревана.

## Причины аварии
По заключению комиссии МАК непосредственной причиной происшествия послужило образование инея на поверхности левого полукрыла (в первую очередь, на передней кромке крыла), в результате чего ухудшились несущие свойства данного крыла на этапе взлёта. Это привело к сваливанию самолёта влево после отрыва от ВПП, касанию левого полукрыла поверхности ВПП, последующему разрушению судна и пожару. Наиболее вероятной причиной образования инея является «топливное обледенение», когда из-за отрицательной температуры топлива, оставшегося после предыдущего полёта в баках, на поверхности фюзеляжа конденсируется влага и может образоваться лёд.

## Последствия
7 марта 2008 года министерством транспорта Канады выпущены директивы, которые ввели дополнительные ограничения по действиям экипажа при подготовке к взлёту в условиях возможного обледенения. Данные директивы, в том числе, предусматривают необходимость включения противообледенительной системы крыла на заключительном этапе руления при температуре окружающего воздуха +5°С и ниже, если перед взлётом не проводилась обработка самолёта противообледенительной жидкостью.